# Autogram
Autogram je vlastnoruční podpis osobnosti. Pojem se používá ve sběratelství pro odlišení podpisu určitých osobností od všeobecného významu slova podpis. Od pojmu autogram se liší pojem autograf neboli rukopis, který znamená vlastnoruční text napsaný osobností a jedná se o výraz s původem v řeckých slovech αὐτός – sám a γράφω – píši.
Zájemci o sběratelství autogramů (podpisů) a autografů (rukopisů) se mohou sdružovat v Klubu sběratelů autogramů, který zahrnuje členy jak v Česku, tak na Slovensku.

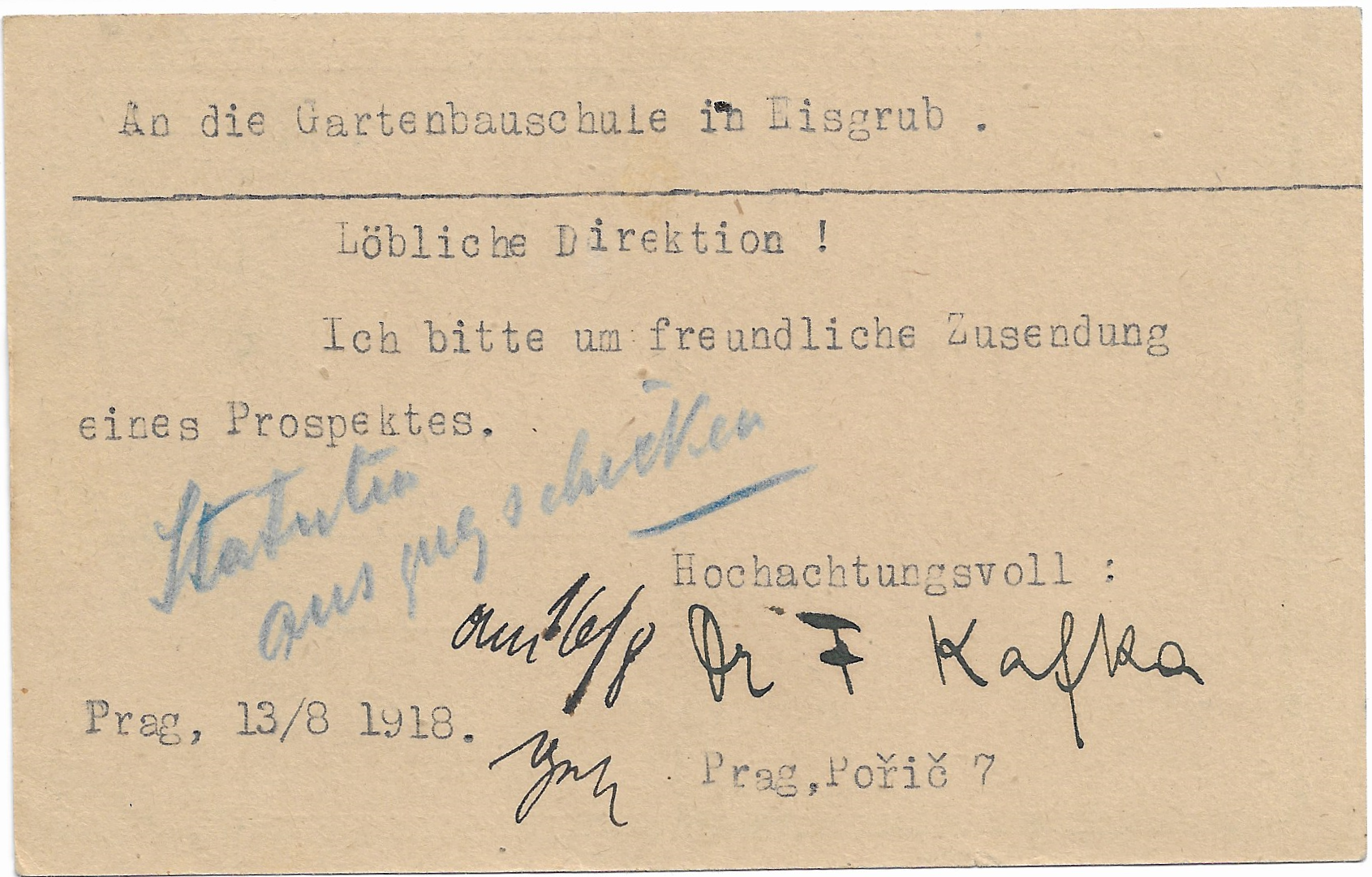
Originální podpis Franze Kafky.

## Pojmosloví
Ve sběratelství podpisů se používají následující pojmy:
- „autogram“ znamená vlastnoruční (originální) podpis osobnosti. Autogramy se sbírají na kartičkách, fotografiích, knihách či písemnostech, v památnících a na dalších různých podkladech.

- „autograf“ znamená rukopisný text osobnosti, který může, ale nemusí být podepsaný (zpravidla se jedná o rukopisný dopis, pohlednici, literární dílo či jiný rukopisný text osobnosti). Mezi sběrateli nepanuje shoda, jaký je přesně rozdíl mezi autogramem a autografem, ale v zásadě se za „autogram“ považuje samotný podpis osobnosti, který může být doplněn datací a místem podpisu, a „autografem“ se rozumí rukopisný text.

- „parafa“ je zkrácený (zjednodušený) vlastnoruční podpis osobnosti, který se považuje za autogram. Parafa je označována také jako podpisová značka.

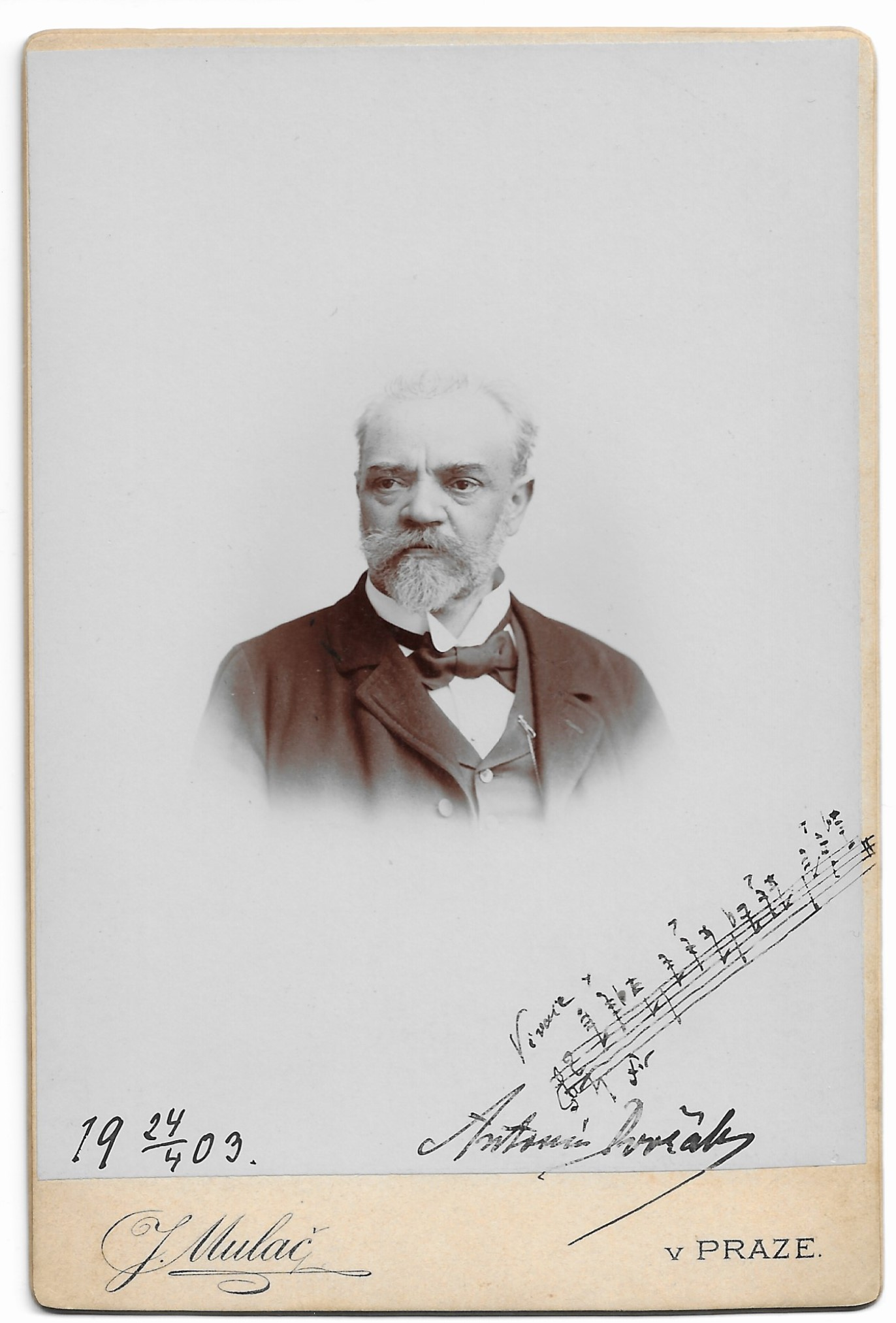
Podpis skladatele Antonína Dvořáka s jeho vlastnoručním notovým záznamem.

Mezi předměty, které nejsou považovány za autogramy a autografy, se řadí následující:
- „faksimile“ je velmi přesné napodobení podpisu či rukopisu osobnosti, ale vzniklo pomocí reprodukční techniky. Může být provedeno například razítkem osobnosti, které používali Stalin či Hitler na udělovaných dekretech.
- „autopen“ je počítačem provedený podpis osobnosti podle naprogramovaného vzoru, jak se osobnost podepisuje. Autopeny jsou běžné v USA, kdy osobnosti dostávají mnoho žádostí o autogram (zejména astronauti, filmové hvězdy nebo američtí prezidenti, kteří začali autopen používat od padesátých let 20. století).
- „tištěné podpisy“, kdy se z originálně podepsané fotografie udělají kopie, které se následně rozesílají zájemcům o podpis. Zpravidla jdou rozeznat při podrobnějším prozkoumání na denním světle.
- „sekretářské podpisy“ jsou autogramy, které sice vypadají jako originálně podepsané osobností, ale podepsala se za ni jeho asistentka či jiná osoba (tyto podpisy jsou typické pro Jean-Paul Belmonda nebo Walta Disneyho, který měl v týmu hodně ilustrátorů, kteří se naučili jeho podpis a odpovídali na četné žádosti dětí o podpis autora Mickey Mouse).
- „falzifikát“ nebo „padělek“ je podpis nebo rukopis, který zhotovil někdo jiný, než slavná osobnost, za jehož autogram či autograf se vydává. Rukopisné památky se padělaly hodně v 19. i první polovině 20. století (např. Bedřich Smetana, Karel Hynek Mácha) nebo v dnešní době se padělají prvorepublikové filmové hvězdy (Vlasta Burian, Adina Mandlová a další herci), které se nabízí na aukčních serverech. V zahraničí existují speciální certifikační společnosti, které vydávají potvrzení o pravosti autogramů.

## Sběratelství
Sběratelství podpisů je rozšířeno na celém světě a sbírají se osobnosti z rozdílných oborů lidské činností (film, výtvarné umění, literatura, kosmonautika či sport). Podpisy se získávají osobně při setkání s osobností na autogramiádách či jiných příležitostech, korespondenčně nebo se kupují v aukcích. Některé osobnosti odmítají poskytovat více podpisů nebo přestaly po určité době odpovídat na žádosti o autogram (např. Neil Armstrong nebo Ringo Starr ), protože zjistily, že se s nimi obchoduje.

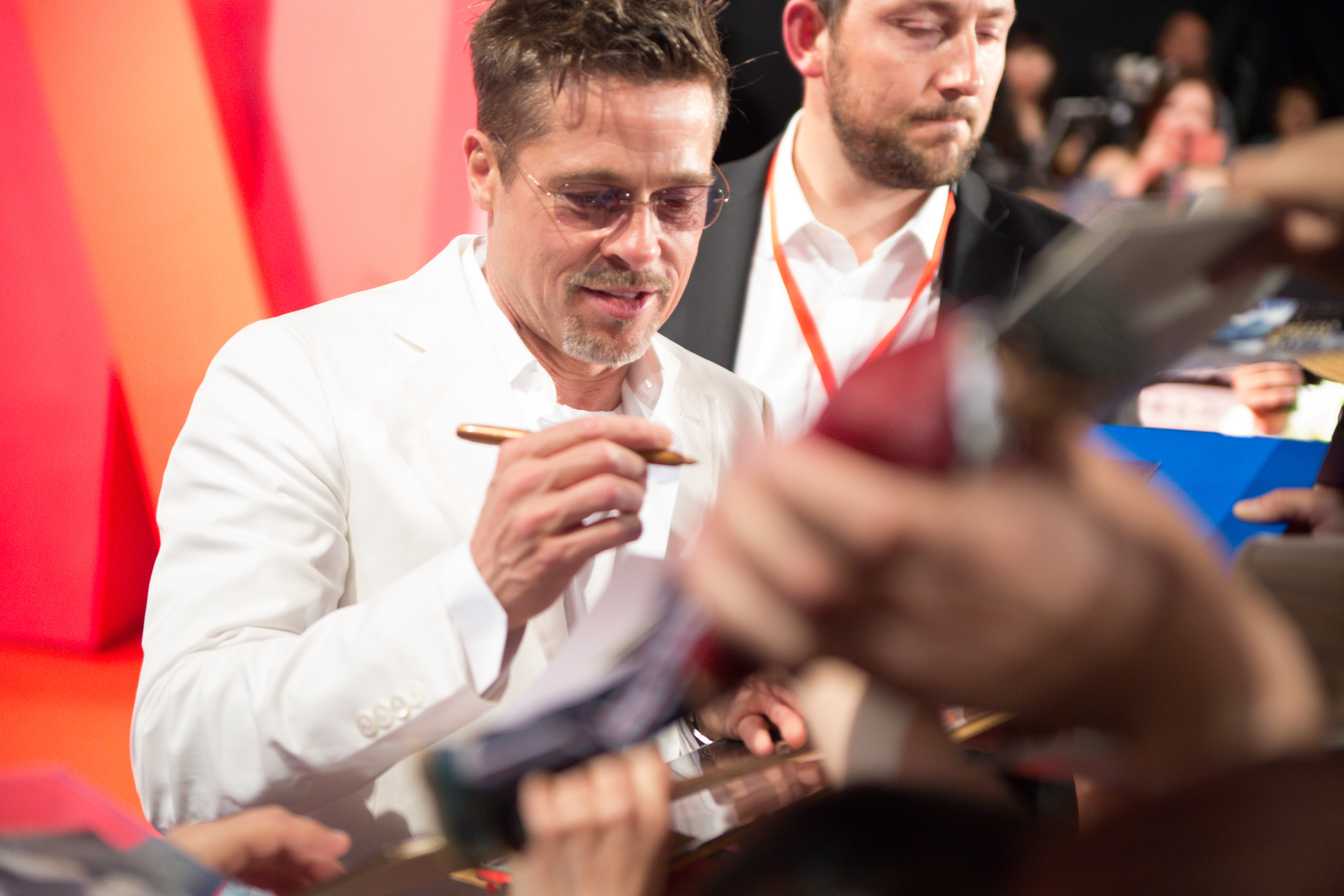
Brad Pitt během rozdávání autogramů.

Forem uložení autogramů je mnoho. Autogramy se mohou umísťovat na sběratelské listy (zpravidla do fotografických růžků), kdy se na list doplní popisek, o jakou osobnost se jedná, nebo se podpisy založí do speciálních fólií, které nesmí obsahovat chlór, aby nedošlo k poškození autogramu. Autogramy se kromě koupě mohou získávat výměnou mezi sběrateli nebo jsou předmětem obchodování, kterému se věnují aukční domy v zahraničí nebo Česku.

### Historie sběratelství autogramů
Sběratelství rukopisů velikánů začalo už v antice, velkého rozkvětu dosáhlo v renesanci a v 17. století se rozšířilo po celé Evropě. V českých zemích patřil k největším sběratelům národní buditel Václav Hanka, který pracoval jako správce literárních sbírek Vlasteneckého muzea (nyní Národní muzeum) a v jehož sbírce se nacházelo mnoho předních osobností dané doby. Mezi velké sběratele se dále řadil architekt a podnikatel Josef Hlávka, zakladatel a redaktor Moderní revue Arnošt Procházka, dekadentní básník Jiří Karásek ze Lvovic (tzv. Karáskova galerie, která je dnes součástí Památníku národního písemnictví) nebo spisovatel Emanuel Lešehrad.
Za zakladatele novodobých aukcí s podpisy a rukopisy se považuje pražský antikvář a knihkupec Karel Zink (1889–1975), který uspořádal přibližně 60 aukcí starých tisků, bibliofilií, autogramů a rukopisů a rovněž ve svém katalogu v roce 1927 zavedl výraz „autogram“ jako pojmenování pro podpis slavné osobnosti (pozn.: pojmy autogram nebo sběratel autogramů samozřejmě znala čeština již dříve).